# Cäsar W. Radetzky
Cäsar W. Radetzky-Radetz (* 1939 in Nürnberg) ist ein deutscher Maler und Autor.
Neben seiner Tätigkeit als freischaffender Künstler arbeitete er als Kunstpädagoge mit Kindern und Jugendlichen und als Dozent für Malerei an der Kunstakademie Reichenhall.

## Leben und Werk
Radetzky studierte Akt- und Porträtmalerei bei König an der Akademie in München und Landschaft bei Ugo Capocchini, Accademia delle Arti del Disegno in Florenz. 1963 nahm er an der Sommerakademie „Schule des Sehens“ in Salzburg unter Leitung von Oskar Kokoschka teil, ebenso
1977 bei Rudolf Kortokraks, dem früheren Assistenten von Oskar Kokoschka.
Bei der bundesweiten Ausschreibung für Malerei „Deutsche Landschaft heute“ wurde 1984 ein großformatiges Gemälde angenommen und in den Ausstellungsstationen Neuer Berliner Kunstverein und Kunstverein Hannover gezeigt.
1993 entstand der Bilderzyklus „Hommage à Paolo Conte“, der den Texten und Liedern des Sängers gewidmet ist. 1994 schuf er bei einem Aufenthalt in Südwestfrankreich großformatige Bilder mit
Impressionen aus Aquitanien, Stierkampf-motiven und Landschaften.
1995 entstand der Zyklus „Schwarze Toskana“. Die Stadt Rovereto lud Radetzky zu „Estate 95“ ein, wo jährlich sieben Künstler in sieben Palazzi der Stadt ihre Werke ausstellen. 1996 entstand eine Serie von Bronze-Kleinplastiken.
Seit dem 1. November 2015 lebt und arbeitet Radetzky auch in Berlin. In der Galerie am Spandauer See ist er mit regelmäßig wechselnden Exponaten in einer Dauerausstellung zu sehen. Im gleichen Gebäude, der Alten Pulverfabrik direkt neben der Zitadelle Spandau, befindet sich auch sein neues Atelier.

### Sakralkunst
Im Auftrag der Künstlerseelsorge der Erzdiözese München gestaltete Radetzky 1999 einen Kreuzweg mit 14 großformatigen Gemälden des Leidensweges Christi. Die 14 Kreuzwegstationen wurden zusammen mit dem Konzert von Hannes Beckmann, in der Basilika der Abtei St. Bonifaz (München) gezeigt.
Für die Ausstellung “Freedom-Freiheit-Liberté” entstanden 2000 drei großformatige Arbeiten zum Thema einer möglichen Koexistenz der Weltreligionen Christentum, Judentum und Islam. Das Museum für Sepulkralkultur in Kassel zeigte Radetzkys Zyklen „venerdi santo“ und „Kreuzweg“, unter dem Titel „Totentanz und Kreuzweg“.
2004 war eine Ausstellung „Die Blaue Krone“ in der Stadthalle Germering. Zu einem Kreuzwegkonzert von Hannes Beckmann in der Musikhochschule München wurde der Videofilm der Kreuzwegbilder aufgeführt. Die 14 Stationen des Kreuzweges entstehen 2005 als Siebdruckauflage.
2007 wurde der Videofilm der Kreuzwegbilder in multimedialer Verbindung mit dem Kreuzwegkonzert von Hannes Beckmann in einer Matinee im Residenztheater München erneut aufgeführt.
2009 wurde der Kreuzweg „Die blaue Krone“  im Renaissance Gang Schloss Brandys bei Prag gezeigt
und 2010 der Kreuzweg „Sub specie aeternitatis“ im Kloster Schäftlarn.

## Familie
Cäsar W. Radetzky-Radetz ist der Urururenkel des Feldmarschalls Josef Wenzel Radetzky von Radetz.

## Preise und Auszeichnungen
- 2013 1. Preis für Malerei, Kunstpreis der Stadt Pöchlarn, NÖ.
- Verleihung  Maria Theresia Medaille durch Georg von Habsburg-Lothringen.
- 1978 Graphikpreis Villa Manin, Udine.
- 1983 Förderpreis für Malerei der Stadt München

## Ausstellungen (Auswahl)
- 1978 Centro Friulano, Udine
- 1978 Galerie des Canadian Pacific, Frankfurt am Main
- 1979 Goethe-Institut Mailand
- 1979 Synagoge in Wittlich.
- 1980 Galleria Rettori, Triest; Loggia Rucelai, Florenz; Galleria La Cave, Treviso
- 1988 Galerie Museion des Klosters Strahov, PragerBurg
- 1992 „Seitenwechsel“, Retrospektive mit Werken der Jahre 1970 bis 1990, Galerie Rössler.
- 1999 Pleiades Art Gallery, New York.
- 2000 Pleiades Art Gallery, New York
- 2010 „Zyklus Sizilien“, Galerie Ilse Neubauer, Schauraum 1899, München
- 2010 Triptychon „freedom, Freiheit, liberté“, Jazzfest München.

## Schriften
- Venerdi Santo. Gedanken um den Tod. München 1998.

- mit Nicoletta di Milo: Kunst und Küche. Über die Kultur des Essens, die Kunst des Zubereitens und die Lust des Geniessens. München 2000, ISBN 3-9807443-0-2.
- mit Nicoletta di Milo: Liebe, Sehnsucht und die Genüsse italienischer Küche. ISBN 3-9807443-1-0.
- mit Nicoletta di Milo: CucinArte. Typische Rezepte aus Italiens privaten Küchen. 2001, ISBN 3-7750-0363-0.